# 청도 장연사지 동·서 삼층석탑
청도 장연사지 동·서 삼층석탑(淸道 長淵寺址 東·西 三層石塔)은 대한민국 경상북도 청도군 장연사지에 있는, 신라의 삼층석탑 두 기이다. 1980년 9월 16일 대한민국의 보물 제677호로 지정되었다.

## 개요
낙동강 지류로 흐르는 냇가의 낮은 구릉에 동·서로 두 탑이 세워져 있다. 거의 같은 양식을 보여 주는데, 서탑은 일찍이 무너졌던 것을 1979년 12월 원래의 자리에 복원해 놓은 것이다. 동탑은 현재 아래층 기단이 파묻혀 있어 1단의 기단처럼 보이지만 서탑과 동일하게 2단의 기단을 갖추었을 것으로 추측된다.
아래층 기단은 각 면의 모서리 외에도 가운데 부분에 2개씩의 기둥 모양이 새겨져 있다. 위층 기단에는 각 면 모서리와 가운데에 1개의 기둥 모양을 조각해 두었다. 탑신(塔身)은 몸돌과 지붕돌이 각각 하나의 돌로 이루어져 있으며, 각 층 몸돌에는 모서리마다 기둥 모양이 새겨져 있다. 지붕돌은 처마 밑이 수평이고, 네 귀퉁이가 살짝 치켜 올라갔으며, 밑면의 받침은 각 층 4단씩이다. 꼭대기의 머리장식은 현재 동탑에는 남은 것이 없고, 서탑에만 머리 장식을 받치던 네모난 받침대와 복발(覆鉢)이 남아 있는데, 복발은 훗날 보충한 것이다.
기단의 가운데기둥이 아래층에는 2개이던 것이 위층에서는 1개로 줄어들고, 탑신의 지붕돌 받침이 4단인 점 등으로 보아 9세기 통일신라시대에 세워진 것으로 짐작된다. 동탑을 해체하여 보수하는 과정에서 1층 몸돌 윗면에서 사리장치가 발견되었다.

## 같이 보기
- 청도 장연사지

## 참고 자료
- 청도 장연사지 동·서 삼층석탑 - 국가유산청 국가유산포털